# Тин Уєвич
Тин (Августин) Уєвич (хорв. Tin (Augustin) Ujević; 5 липня 1891, м. Вргораць, Далмація, тепер Хорватія — 12 листопада 1955, Загреб, СФРЮ, тепер Хорватія) — хорватський поет, есеїст і критик, перекладач; представник «хорватського авангардизму», один з найвизначніших поетів хорватської літератури ХХ століття.

## З біографії та творчості
Уєвич народився у Вргораці, маленькому містечку у далматинській глибинці, і виріс у тоді провінційних містечках Імотський і Макарська. Закінчив класичну гімназію в Спліті.
Провів «бурхливі роки навчань» у загребському богемному середовищі, у колі представників раннього хорватського модернізму, центральною фігурою якого був Антун Густав Матош.

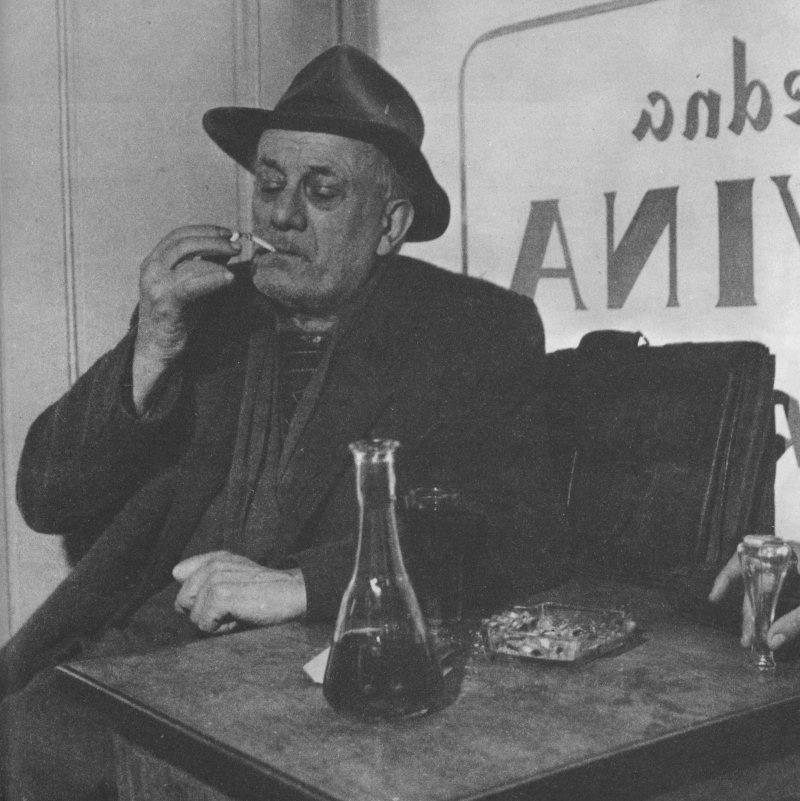
Уєвич у «своїй стихії»

Взявши нетривалу участь у діяльності югославського націоналізму (1912—16), Уєвич назавжди пішов з політики, провівши залишок свого життя як типовий богемний мандрівник — живучи й час від часу опиняючись у центрі скандалів поперемінно у Сараєві, Мостарі, Белграді, Спліті й, нарешті, в Загребі.
У Незалежній державі Хорватія Тин Уєвич обіймав посаду, працюючи як перекладач і продовжуючи публікувати деякі матеріали. З цієї причини новий комуністичний режим Югославії впродовж кількох років чинив перепони Уєвичу в продовженні ним літературної кар'єри.
Тин Уєвич помер 12 листопада 1955 року і похований на загребському цвинтарі Мірогой.
У своїй поетичній творчості Уєвич зазнав впливу Бодлера та поетики західноєвропейського модернізму, вирізняючись відвертно богемною і кричущою поведінкою, був ніби втіленням духу модерну в хорватській і югославській літературі. Поезія Тина Уєвича є поліморфним баченням життя, сумішшю часто суперечливих традицій, починаючи від середземноморського ідеалу гармонійної краси до сучасної йому екзистенціалістської чутливості, яку поет висловив у віршах неперевершеної віртуозності й глибини. Також Уєвич є видатним перекладачем західноєвропейських літератур нового і новітного часу (Б. Челліні, Е. По, В. Вітмен, А. Рембо, М. Пруст, Дж. Конрад, Е. Верхарн, А. Жид та інші).

## Українські переклади
- Уєвич Т. Амнезія // Сонячні вітрила: Альманах історії, краєзнавства та літератури. — К., 2014. — С. 29.
- Уєвич Т. Вірші // ТекстOver. — 2015. — Ч. 2. — С. 60-62. [Архівовано 30 травня 2015 у Wayback Machine.]